# Estació de Rocafort
|  | Aquest article tracta sobre l'estació de metro de Barcelona. Si cerqueu l'estació de metro del municipi valencià de Rocafort, vegeu «Estació de Rocafort (Horta Nord)». |

Rocafort és una estació de la L1 del Metro de Barcelona situada sota la Gran Via de les Corts Catalanes al districte de l'Eixample de Barcelona. L'estació es va inaugurar el 1926 amb el nom de Rocafor com a part del primer tram posat en servei del Ferrocarril Metropolità Transversal. Posteriorment al 1982 amb la reorganització dels números de línies i canvis de nom d'estacions va adoptar el nom actual.

## Història
Els obres de l'estació es van inciar el 1923 a raó de la construcció del Metropolitano Transversal. Durant la construcció del túnel hi va haver un esfondrament, on 11 treballadors hi van perdre la vida. Després de 3 anys de construcció, l'estació s'obría al públic el 26 de juny de 1926, en el tram inaugural del Metro Transversal entre Plaça Catalunya i la Bordeta en un recorregut de 4 km i 9 parades. Era la segona línia de metro que es posava en funcionament a Barcelona.
Durant la Guerra Civil, l'estació va servir de refugi, en una àrea que va ser molt castigada pels bombardements aeris.

El 2006 l'estació es va fer accesible amb l'instal·lació d'ascensors d'accés al vestibul i d'accés a les andanes.

## Serveis ferroviaris
| Metro de Barcelona     |         |       |        |                        |
| Procedència/Destinació | <       | Línia | >      | Procedència/Destinació |
| Hospital de Bellvitge  | Espanya |       | Urgell | Fondo                  |

## Accessos
- Carrer de Rocafort (banda Sepúlveda)
- Carrer de Rocafort (banda Diputació)
- Carrer de Calàbria (banda Sepúlveda)
- Carrer de Calàbria (banda Diputació)